# 勒日夫尔
勒日夫尔（法語：Le Givre，法語發音：[lə ʒivʁ]）是法国卢瓦尔河地区大区旺代省的一个市镇，属于莱萨布勒多洛讷区。

## 地理
勒日夫尔（46°27'47"N, 1°23'56"W）面积12.42 平方千米，位于法国卢瓦尔河地区大区旺代省，该省份为法国西部沿海省份，北起大西洋卢瓦尔省和曼恩-卢瓦尔省，西临大西洋，南至滨海夏朗德省，东部及东南部与德塞夫勒省接壤。
与勒日夫尔接壤的市镇（或旧市镇、城区）包括：勒贝尔纳、拉容谢尔、穆捷莱莫费、塔尔蒙代地区圣西、格拉翁河畔圣樊尚。

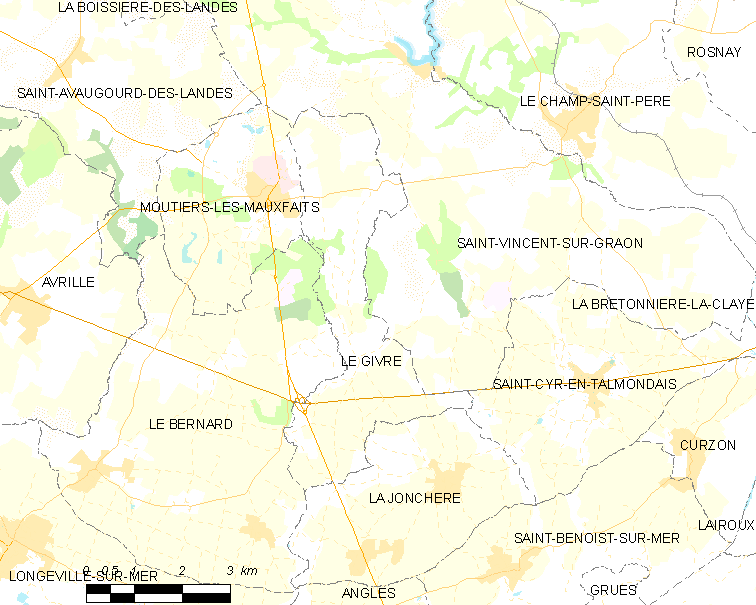
勒日夫尔的OSM定位图

勒日夫尔的时区为UTC+01:00、UTC+02:00（夏令时）。

## 行政
勒日夫尔的邮政编码为85540，INSEE市镇编码为85101。

## 政治
勒日夫尔所属的省级选区为莱河畔马勒伊-迪赛县。

## 人口

1962-2008年间勒日夫尔人口变化图示

勒日夫尔于2022年1月1日时的人口数量为484人。